# ستيفن كيربي
ستيفن كيربي (4 أكتوبر 1977 في المملكة المتحدة - ) (بالإنجليزية: Steven Kirby)‏ هو لاعب كريكت بريطاني. لعب مع نادي مقاطعة غلوستر للكريكت ‏ ونادي مقاطعة يوركشاير للكريكت ‏ ونادي مقاطعة سومرست للكريكت ‏.

## وصلات خارجية
- ستيفن كيربي على موقع إي آس بي آن كريك إنفو (الإنجليزية)